# Rudolf Freitag

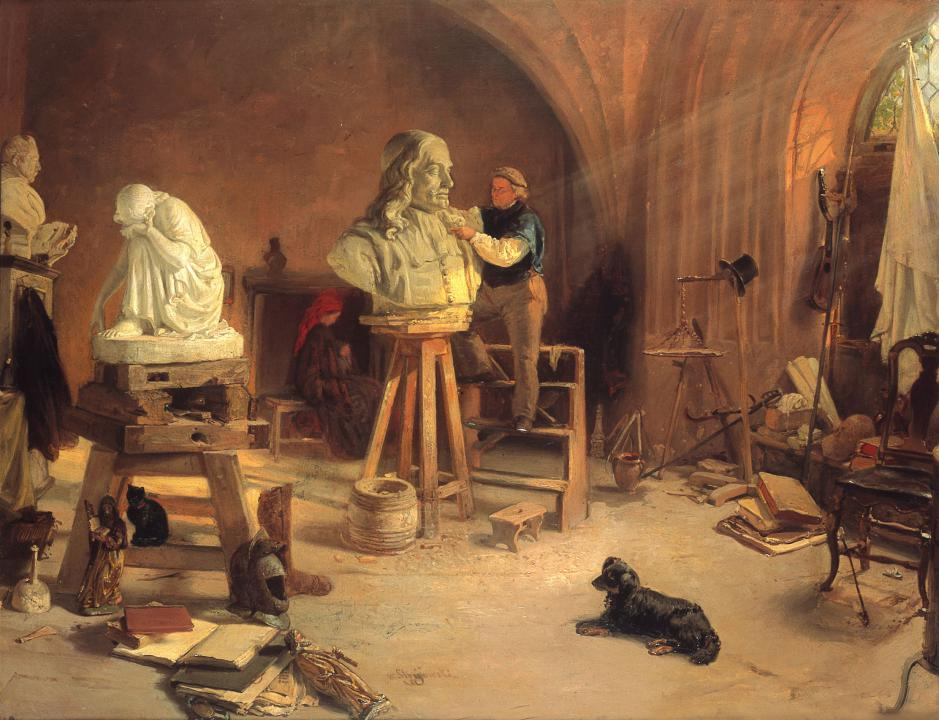
Wilhelm August Stryowski: Freitag rzeźbiący popiersie Heweliusza

Rudolf Freitag (ur. 26 lutego 1805 we Wrocławiu, zm. 19 maja 1890 w Gdańsku) – niemiecki rzeźbiarz, kolekcjoner sztuki i pedagog; inicjator powstania Muzeum Miejskiego (obecnie: Muzeum Narodowego w Gdańsku).

## Życiorys
Był uczeniem sławnego duńskiego rzeźbiarza Bertela Thorvaldsena. Wykładał w Królewskiej Szkoły Sztuk Pięknych (Königliche Kunstschule) w Gdańsku.
Przyczynił się do utworzenia w 1872 roku pierwszego w Gdańsku Muzeum Miejskiego (Stadtmuseum) – obecnie Muzeum Narodowe w Gdańsku oraz Muzeum Rzemiosła Artystycznego (Kunstgewerbemuseum).